# Cuenca de Marajó

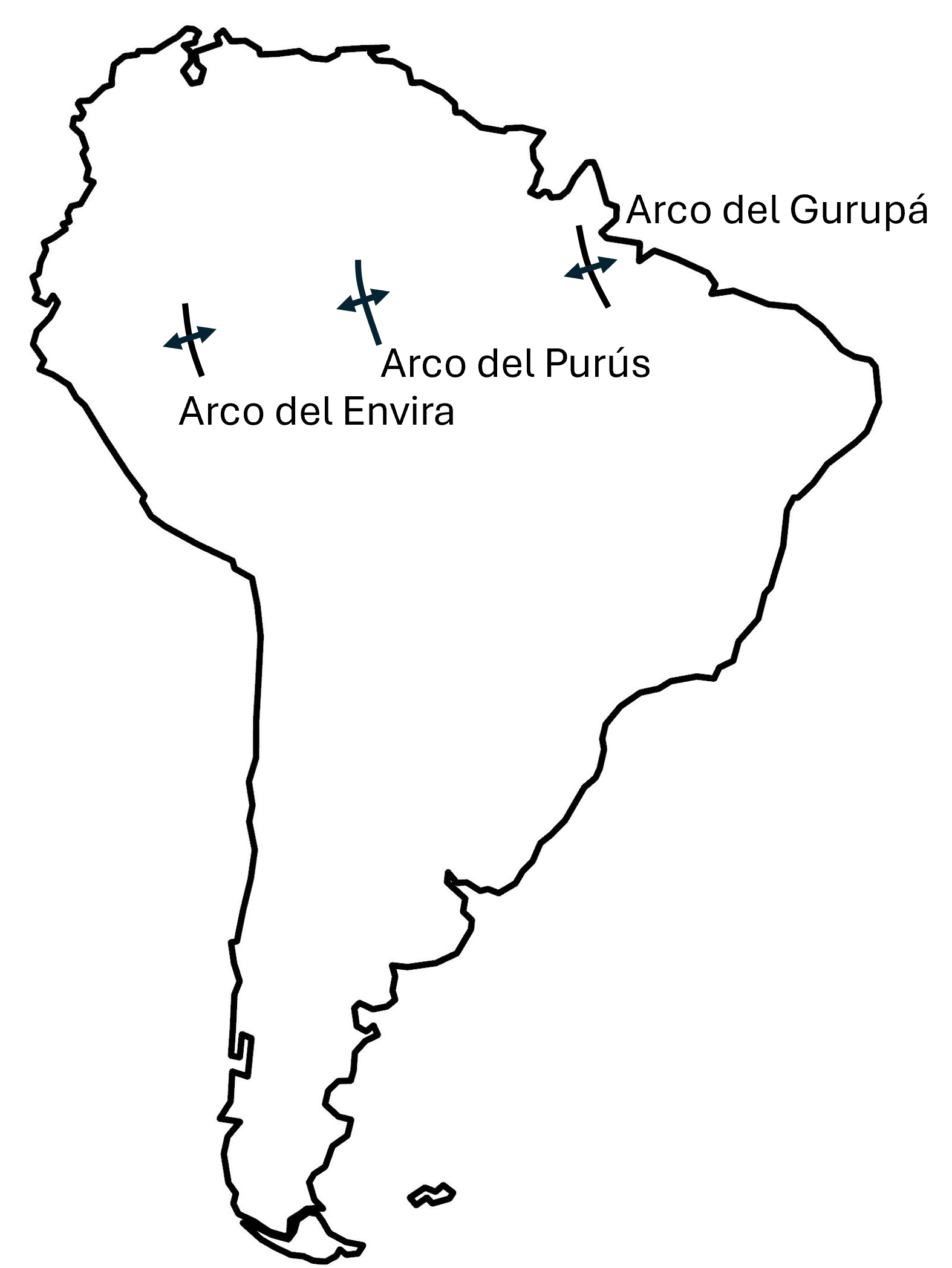
Como muestra el mapa la cuenca sedimentaria del Amazonas se encuentra al este del arco del Gurupá.

La cuenca de Marajó es una cuenca sedimentaria en el norte de Brasil que toma su nombre de la isla Marajó, en la desembocadura del río Amazonas. Hacia el este esta separada de la cuenca sedimentaria del Amazonas por el arco del Gurupá. En profundidad, la cuenca se compone de cuatro subcuencas correspondientes a rifts, formadas durante un periodo de tectónica extensional en el Mesozoico. Dicha extensión ocurrió como parte del proceso de la apertura del océano Atlántico cuando Gondwana se fragmentó. Geeralmente las grandes fallas normales en la cuenca tienen una orientación NW-SE. El lineamiento de Arari atraviesa la cuenca de SW a NE y es una falla de rumbo dextro-lateral.
Aunque las rocas más antiguas de la cuenca datan del Paleozoico, el relleno principal de la cuenca son sedimentos del Cretácico y el Cenozoico hasta el Oligoceno. De acuerdo a la cronología y a la tectónica, se suelen separar las secuencias sedimentarias en una etapa coetánea (sinrift) a la formación de los rift y una etapa posterior a su formación (postrift).